# 宋武公
宋武公（？—前748年），子姓，名司空，宋戴公之子。中國春秋時期宋國君主。
在位期間北方游牧部落长狄入侵，宋武公派弟弟司徒皇父充石率军抵御，在长丘（今河南封丘县南）打败長狄人，俘获首领缘斯。皇父和其二子不幸戰死。

## 子女
- 宋宣公
- 宋穆公
- 仲子，鲁惠公夫人